# Live at Last (Enchant)
Live at Last è il primo album dal vivo del gruppo musicale statunitense Enchant, pubblicato nel 2004 dalla Inside Out Music.
Esiste una versione video in DVD dello stesso concerto sempre pubblicata nel 2004.

## Tracce
CD1
1. Mae Dae – 3:25
2. At Death's Door – 7:14
3. Sinking Sand – 7:46
4. Under Fire – 6:11
5. Broken Wave – 5:46
6. Blindsided – 6:45
7. Acquaintance – 7:04
8. Monday – 7:58
9. Progtology – 6:54
10. The Thirst – 6:39
11. Paint the Picture – 6:50

CD2
1. Under the Sun – 7:40
2. What to Say – 4:57
3. My Enemy – 6:51
4. Follow the Sun – 6:05
5. Break – 4:48
6. Seeds of Hate – 6:21
7. Comatose – 8:58
8. Black Eyes & Broken Glass – 4:44 – acustica
9. Colors Fade – 5:12 – acustica
10. Pure – 7:33
11. Below Zero – 6:32
12. Oasis – 9:13

## Formazione
- Ted Leonard – voce
- Douglas A. Ott – chitarra
- Ed Platt – basso
- Bill Jenkins – tastiera
- Sean Flanegan – batteria